# Nephrotoma claviformis
Nephrotoma claviformis är en tvåvingeart som beskrevs av Yang 1987. Nephrotoma claviformis ingår i släktet Nephrotoma och familjen storharkrankar. Inga underarter finns listade i Catalogue of Life.